# Seul dans la nuit
Pour plus de détails, voir Fiche technique et Distribution.
Seul dans la nuit est un film français réalisé par Christian Stengel, sorti en 1945.

## Synopsis
Une série de crimes de jeune femmes affecte l'entourage d'un chanteur célèbre. Chaque fois que l'un d'eux est perpétré, la voix de l'artiste se fait entendre fredonnant sa chanson favorite, Seul dans la nuit. Les soupçons déterminent une poursuite dans un Paris nocturne qui aboutit à un théâtre désaffecté où l'assassin a attiré sa quatrième victime.

## Fiche technique
- Titre : Seul dans la nuit
- Titre de tournage : L'assassin chantait[1]
- Réalisation : Christian Stengel, assisté de Charles Bretoneiche
- Scénario : Jacqueline et Yves Boisyvon
- Adaptation : Christian Stengel, Marc-Gilbert Sauvajon
- Dialogue : Marc-Gilbert Sauvajon
- Décors : Robert Gys, assisté de Emile Alex
- Photographie : Christian Matras
- Opérateur : René Juillard
- Découpage technique : Christian Stengel, Charles Bretoneiche
- Son : Robert Teisseire
- Montage : Claude Ibéria
- Musique : Louiguy, Francis Lopez, Jean Solar (éditions Roger Bernstein)
- Orchestre de Jacques Hélian
- Script-girl : Mildred Pease
- Maquillage : Carmen Brel
- Photographe de plateau : Rebilly
- Régisseur général : Louis Théron
- Robes créées par Marcel Rochas
- Production : Pathé Cinéma - Général Productions
- Chef de production : Raymond Borderie
- Directeur de production : Pierre Laurent
- Distribution : Pathé Consortium Cinéma
- Tournage dans les studios Pathé Cinéma de Joinville
- Tirage : Laboratoire Pathé Cinéma - Système sonore R.C.A
- Pays :  France
- Format :  Noir et blanc - 1,37:1 -  35 mm - Son mono
- Genre : Film dramatique, Film policier
- Durée : 100 minutes
- Date de sortie : 
  - France - 21 novembre 1945
- Visa d'exploitation : 778 (délivré le 12/10/1945)

## Distribution
- Bernard Blier : l'inspecteur Robert Pascal
- Sophie Desmarets : Thérèse Planquine, la fille du chef de la P.J
- Jacques Pills : Marny, alias : Jacques Sartory
- Jean Davy : Alain Dalbrey, le secrétaire de Sartory
- Louis Salou : M. Tolu, l'original, naturaliste
- Jacques Morel : Raymond Melor, l'imitateur
- Marcel André : le commissaire Planquine, chef de la P.J
- Jean Wall : Stéphane Marcheau, le pianiste compositeur
- Robert Le Fort : l'inspecteur Legal
- Annette Poivre : Mireille, la secrétaire, dactylo
- Ginette Baudin : Liliane Roy, l'amie de Sartory
- André Wasley : l'inspecteur Bernard
- Jacques Dynam : le chasseur
- Nathalie Nattier : Louise Chabot, une victime
- Sylvaine Claudel : l'arpète
- Ariane Muratore : Mme Lalorgue
- Odette Barencey : Odette, la domestique des "Planquine"
- Luce Fabiole : Mme Henry
- Émile Riandreys : Deval, le journaliste
- Jacques Hélian et son orchestre
- Belaïeff
- Mercédès Brare
- Denise Benoit
- Léonce Corne

## Édition
Le film sort en cassette VHS en 1999, édité par René Chateau dans la collection La mémoire du cinéma français. Restauré par Pathé en 2021, le film est publié en édition limitée combo Blu-ray + DVD, en 2023. 